# Colville (Washington)
Colville es una ciudad ubicada en el condado de Stevens en el estado estadounidense de Washington. En el año 2000 tenía una población de 4.929 habitantes y una densidad poblacional de 803,0 personas por km².

## Geografía
Colville se encuentra ubicada en las coordenadas 48°32′42″N 117°54′3″O / 48.54500, -117.90083.

## Demografía
Según la Oficina del Censo en 2000 los ingresos medios por hogar en la localidad eran de $27.988, y los ingresos medios por familia eran $40.466. Los hombres tenían unos ingresos medios de $32.066 frente a los $21.782 para las mujeres. La renta per cápita para la localidad era de $18.031. Alrededor del 15,5% de la población estaban por debajo del umbral de pobreza.